# Black Francis
Black Francis, född Charles Michael Kittridge Thompson IV den 6 april 1965 i Boston, Massachusetts, är en amerikansk sångare, låtskrivare och gitarrist. Black har varit musikaliskt aktiv sedan 1985 och är mest känd som frontman i det inflytelserika alternativ rock-bandet Pixies under andra halvan av 1980-talet och början av 1990-talet. Efter att bandet splittrats 1993 påbörjade han en solokarriär under namnet Frank Black. Efter att ha släppt två skivor på 4AD Records bröt han med skivbolaget och startade bandet Frank Black and the Catholics. 2004 återförenade Black Pixies men han fortsatte att släppa soloskivor samtidigt som han turnerade och arbetade i studion med Pixies.
Blacks sångstil har varierat mycket från den skrikande rösten under den första tiden med Pixies till en mer lugn och melodisk stil på senare Pixies-album och under solokarriären. Hans kryptiska låttexter innefattar både okonventionella ämnen som surrealism, incest och bibliskt våld som dammkollapser, science fiction och surfkultur. Hans användande av otypisk taktart, dynamik mellan lågmält och högljutt samt hans distinkta förtjusning i liveinspelade studioalbum under solokarriären har gett honom en unik stil inom den alternativa rocken.
Som Pixies frontman har flera av Blacks låtar (till exempel "Where Is My Mind?" och "Debaser") uppskattats och omtalats av flera efterföljande musiker, bland andra Thom Yorke från Radiohead och Kurt Cobain. Cobain har sagt att Nirvanas hitsingel "Smells Like Teen Spirit" var deras försök att kopiera Pixies. Däremot har skivorna från solokarriären och tiden med The Catholics inte fått samma mediala uppmärksamhet.

## Biografi

### Uppväxt och collegetiden
Charles Thompson föddes den 6 april 1965 i Boston i USA. Hans far var barägare och Thompson bodde som ung i Los Angeles eftersom fadern ville lära sig mer om restaurang- och barverksamhet. Thompson var ung när han introducerades för musik och föräldrarna lyssnade på 1960-talets folkrock. Hans första gitarr var hans mammas Yamaha, en klassisk gitarr, när han var elva eller tolv år som köpts för pengar hans pappa fått i dricks i baren.
Familjen flyttade runt mycket, både med Charles biologiska far och senare även med styvfadern som var en religiös man intresserad av fastigheter på båda USA:s kuster. Hans biologiska föräldrar hade separerat två gånger när han började första klass. När Thompson var tolv år gick hans mor och styvfar med i Assemblies of God något som kom att influera många av de låtar han skrev åt Pixies. Han upptäckte Larry Norman, en kristen musiker som uppträdde på ett religiöst sommarläger Charles var med på när han var tretton år. Norman kom att påverka Thompson så mycket att han döpte Pixies första EP efter en av Normans signaturfraser "come on, pilgrim!". Uttrycket finns även med i låten "Levitate Me". Senare kom Thompson att beskriva musiken han lyssnade på som ung:
| ” | Jag brukade umgås med missanpassade personer. [...] Vi var "vi lyssnar på kufisk musik"-ungarna. Jag brukade inte gå på familjekonserter och brukade inte försöka ta mig in på klubbar för att se spelningar, jag köpte min musik i affärer för begagnade skivor eller lånade dem från biblioteket. Det var mest album med Emerson, Lake & Palmer. Därför kände jag inte till punkmusik förrän jag började höra om det i high school. Men det var förmodligen bra att jag inte kände till den och istället lyssnade på 1960-talsmusik och religiös musik. | „ |

Innan Thompson hann börja sista året i skolan flyttade hans familj till Westport, Massachusetts där han fick motta pris som Teenager of the Year, som senare blev namnet på ett av hans soloalbum. Under den här tiden skrev Thompson flera låtar som senare kom att spelas in på skiva, bland andra "Here Comes Your Man" som medverkade på Pixies-albumet Doolittle och "Velvety Instrumental Version".
Efter att ha avslutat high school 1983 började han studera antropologi på University of Massachusetts Amherst. Efter att ha delat rum med en annan student i en termin flyttade Thompson sedan in med Joey Santiago, blivande gitarrist i Pixies. Båda hade ett stort intresse av rockmusik och började jamma ihop. Santiago introducerade honom till 1970-talets punkvåg och David Bowie. Det var även nu som Thompson upptäckte bandet The Cars som han har beskrivit ha influerat honom och Pixies väldigt mycket.
Under andra året på college åkte Thompson till San Juan i Puerto Rico i ett halvår som en del av ett studentutbyte. Många av Pixies tidiga låtar har hämtat inspiration i Thompsons tid i Puerto Rico. Hans rumskamrat under vistelsen, som han beskrivit som konstig, psycho och homosexuell, var till exempel förebild för låten "Crackity Jones". Thompson misslyckades med att få grepp om det spanska språket och avbröt studierna efter att ha funderat över om han ville åka till Nya Zeeland för att titta på Halleys komet (som han senare sagt verkade vara det häftiga, romantiska valet) eller starta ett rockband. Han skrev ett brev till Santiago för att övertala denna att starta ett band med honom när han kom tillbaka till Boston.

### Pixies
När Thompson kom tillbaka till USA hoppade han av skolan och flyttade ihop med Santiago. Han tillbringade 1984 med att arbeta på en fabrik (han ansvarade för knapparna på teddybjörnar), komponera musik på sin akustiska gitarr och skriva texter på tunnelbanan.  I januari året efter bildade han Pixies tillsammans med Santiago. Efter att ha satt in en annons i en tidning där de sökte en basist som gillade Hüsker Dü och Peter, Paul and Mary rekryterades Kim Deal en vecka senare. Efter rekommendation från Deals man kom man i kontakt med trummisen Dave Lovering.
1987 spelade bandet in en demokassett med arton låtar (känd som The Purple Tape bland fansen). Thomsons biologiska far lånade ut 1 000 dollar till bandet för att de skulle ha råd att spela in kassetten. Thompson har senare förklarat att han tror att detta var ett sätt för honom att kompensera för att han inte var så delaktig i Thompsons uppväxt. "The Purple Tape" gjorde att Pixies fick ett skivkontrakt med det brittiska independentbolaget 4AD. Inför debut-EP:n Come on Pilgrim tog Thompson aliaset "Black Francis" som inspirerades från hans far som enligt Thompson sparat namnet ifall han skulle få en son till.
1988 spelade Pixies in sitt andra album, Surfer Rosa på vilket Francis skrev och sjöng alla låtar med undantag för "Gigantic" som han skrev tillsammans med Deal som även sjöng den på skivan. För att göra reklam för skivan gjorde man även en turné i Europa under vilken Francis träffade Eric Drew Feldman som han senare skulle komma att samarbete med både på Pixies-album och under solokarriären. Pixies tredje album Doolittle, som bland annat innehöll Francis låtar "Debaser" och "Monkey Gone To Heaven", släpptes året efter och hyllades av kritikerna. Nu hade utmattning och ett begynnande gräl mellan Francis och Deal tagit ut sin rätt och bandet tog en paus. Francis, som är flygrädd, tillbringade tiden med att åka bil runt om i USA tillsammans med sin flickvän Jean Walsh som han träffat under den första tiden med Pixies. Han gjorde egna spelningar för att samla in pengar för att köpa möbler till sin nya lägenhet i Los Angeles.
Bandet återuppstod 1990 och spelade in två album till: Bossanova kom 1990 och Trompe le Monde 1991. På det sistnämnda samarbetade Francis för första gången med Feldman som han träffat några år tidigare. Albumets fokusering på science fiction-teman som till exempel utomjordingar och UFOn kom att fortsätta influera Francis under hans tidiga solokarriär. På låten "U-Mass" som handlade om Francis universitet spelade Feldman keyboard, något som utmärker skivans brytning med den rena alternativa rocken. Från och med Bossanova skrev Francis allt material själv, något som irriterade Deal som hade varit delaktig i de tidigare albumen. Francis och Deal blev osams och till slut meddelade man 1993 att Pixies hade lagts ner ett år tidigare.

### Tidig solokarriär

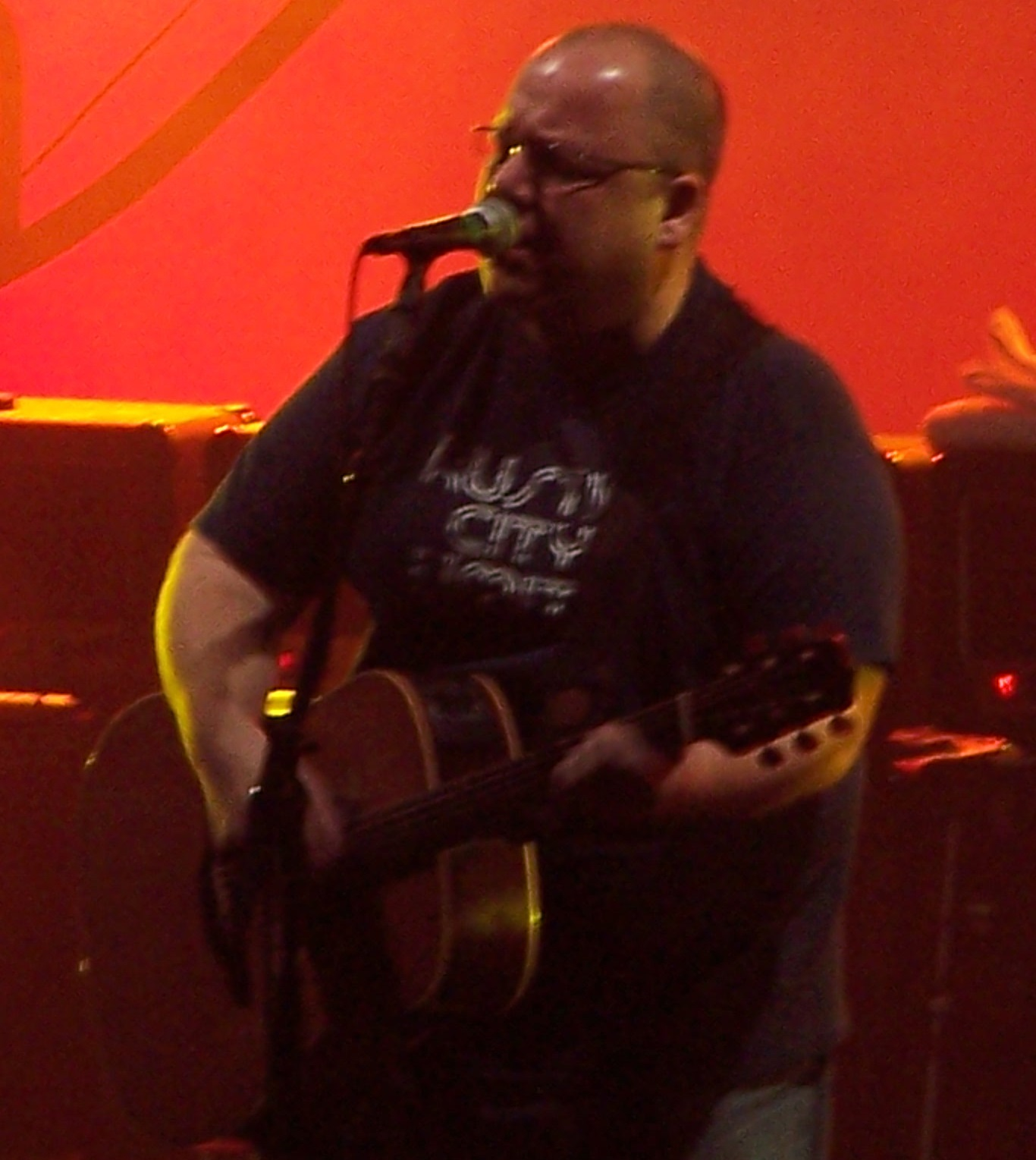
Francis under en konsert.

Under inspelningen av Pixiesalbumet Trompe le Monde från 1991 diskuterade Francis möjligheterna att spela in en soloskiva med producenten Gil Norton. Eftersom Francis inte hade något nytt eget material färdigskrivet bestämde man sig för att spela in en skiva med coverlåtar men när Francis åter besökte studion 1992 hade han ett flertal färdiga och halvfärdiga låtar.
Francis samarbetade med Feldman för att spela in nytt material och de begränsade antalet covers till en, The Beach Boys Hang On to Your Ego. Förutom att producera skivan spelade Feldman keyboard och bas på flera låtar. Pixiesgitarristen Joey Santiago deltog med sitt gitarrspel. Albumet spelades in under Pixies paus från sena 1992 till våren 1993. Efter att ha tagit det nya artistnamnet "Frank Black" (en invertering av hans gamla Black Francis) släpptes skivan under namnet Frank Black i mars 1993. Precis som på Pixies senaste skiva Trompe le Monde fokuserade skivan på ett science fiction-tema även om andra ämnen förekom. Låten I Heared Ramona Sing handlade till exempel om punkbandet Ramones. Både musiken och texterna liknade de som funnits med på Bossanova och Trompe le Monde och Feldman har senare medgivit att skivan återknyter starkt till speciellt den senare även om den samtidigt skiljer sig från allt annat Black spelat in.
Efterföljande år släpptes Blacks andra soloskiva, dubbelalbumet Teenager of the Year som var ytterligare ett steg ifrån Pixies-soundet. Låten "Headache" spelades hyfsat ofta på alternativ rock-radiostationer och beskrevs av musikkritiker som "irresistible pop" (ung. oemotståndlig pop). Inspelningen av Teenager of the Year skilde sig markant från inspelningen av Frank Black. På Frank Black använde man sig av MIDI-schabloner under låtskrivandet men nu spelade Black upp de olika delarna av låtarna för bandmedlemmarna. Feldman noterade att Blacks låtskrivande blev mer spontant. Till skillnad från tiden i Pixies, då albumen ofta riktade in sig på ett eller ett par teman och genrer skrev Black nu låtar i ett flertal genrer och ämnen. Detta liknar mer de senare skivorna Black gjort än till exempel Frank Black och Trompe le Monde.
Både Frank Black och Teenager of the Year togs emot väl av kritiker och är fortfarande favoriter hos fansen men fick liten kommersiell framgång. 1995 lämnade Black 4AD och Elektra. Han fortsatte att skriva musik och 1996 släpptes The Cult of Ray på skivbolaget American Recordings. Till skillnad från tidigare soloalbum spelades skivan huvudsakligen in live i studio. Lyle Workman var den enda musiker som var kvar från Teenager och han spelade även här gitarr. David McCaffrey spelade bas och Scott Boutier trummor. Albumet togs varken emot bra kommersiellt eller av kritikerna men den avskalade inställningen skulle komma att definiera Blacks arbetssätt de följande åren.

### Frank Black and the Catholics
Black gav sitt nya band namnet "the Catholics" och det självbetitlade debutalbumet Frank Black and the Catholics spelades in 1997. Albumet spelades in live i studion och var från början bara tänkt att vara en demo men Black var så nöjd med resultatet att han beslutade sig för att skivan skulle ges ut utan någon mer mixning. På grund av interna stridigheter och meningsskiljaktigheter angående skivans mixning på American Recordings blev skivsläppet försenat mer än ett år. Black lämnade till slut sitt skivbolag och i september 1998 släpptes albumet till slut av SpinArt Records i USA. Efter att ha lämnat American Recordings har Black undvikit att skriva fleråriga kontrakt med skivbolag och har behållit rättigheterna till sina albummastrar själv.
Frank Black and the Catholics blev det första albumet som lades upp på eMusic och de påstår att det var den första skivan som lagligt lades upp för kommersiell nedladdning på internet. Musikkritikernas mottagande av albumet var blandat. Vissa noterade Blacks uppenbarligen medvetna brytning med det "knäppa" Pixies och hans tidiga soloalbum och en övergång till en mer rakt-fram approach, medan andra tyckte att albumets rättframma punk-pop var en besvikelse.
Black fortsatte att undvika traditionell multi-track recording och valde även i fortsättningen att spela in alla skivor med gruppen live i musikstudion. Denna metod förhindrar att man går in i efterhand och rättar till fel eller lägger till mer musikalisk struktur genom så kallade "overdubs". På senare album använde sig Black ibland av fler musiker under inspelningarna för att få en mer varierad instrumental struktur. Black har förklarat varför man valt att spela in albumen live med att det känns mer äkta och att det blir mer hjärta i musiken på det sättet.
| ” | Det är mer verkligt. Det är en inspelning av ett framträdande, ett riktigt framträdande av en grupp människor, ett band, till skillnad från det motsatta som är det vanliga när man använder multi-track recording. [...] Jag föredrar det. Det är lite mer äkta. Det innehåller lite mer hjärta. | „ |

Efter att Workman lämnade the Catholics 1998 ersattes han av Rich Gilbert. 1999 års skivsläpp, Pistolero, ansågs vara ett steg tillbaka mot Blacks tidigare skivor och 2001 års Dog in the Sand anses vara något av höjdpunkten av Blacks solokarriär. På Dog in the Sand anslöt Dave Phillips på gitarr och pedal steel guitar och både Santiago och Feldman gästspelade då och då med gruppen live och under skivinspelningar.
Även om Black ansåg att en återförening av Pixies inte var möjlig hade han börjat inkludera fler och fler av de gamla Pixies-låtarna på sina konserter med the Catholics, dessutom var Santiago tillbaka och gästspelade. Frank Black and the Catholics fortsatte att spela in skivor och släppte två skivor, Black Letter Days och Devil's Workshop, samtidigt 2002. På Devil's Workshop återfanns en version av Pixies-låten "Velvety Instrumental Version" som Black skrev som tonåring, "Velvety" (den här gången med text). Låten var en av de första tecknen på att Black ville kännas vid hans tid i Pixies under solokarriären. Ett sjätte Catholics-album släpptes 2003. Show Me Your Tears var inspirerat av Blacks skilsmässa och terapi-sessioner.

### Pixies återförenas och Nashville
Efter långvariga rykten kom i slutet av 2003 ett officiellt uttalande som bekräftade att Pixies övade inför en återföreningsturné. I april 2004 spelade bandet tillsammans för första gången på tolv år och man gav sig ut på en stor turné i USA, Kanada och Europa samma år. Dessutom spelade man in en ny låt skriven av Deal, "Bam Thwok" som även släpptes på iTunes Store. Samtidigt som turnén startade släppte Black dubbelalbumet Frank Black Francis där första halvan bestod av Pixies-låtar han spelat in solo dagen före inspelningen av The Purple Tape 1987 och andra halvan bestod av Pixies-tolkningar han gjort tillsammans med Two Pale Boys.
2004 började Black också samarbeta med några studiomusiker från Nashville, bland andra Steve Cropper, Spooner Oldham, Reggie Young och Anton Fig samt producenten Jon Tiven. I juli 2005 släpptes Honeycomb som fick övervägande positiv kritik. Entertainment Weekly tyckte att Black lät avslappnad och återfödd på skivan samtidigt som Billboard ansåg att skivan var "en av hans bästa". En andra skiva där han samarbetade med Nashvillemusikerna släpptes i juni 2006, dubbelalbumet Fast Man Raider Man. Han medverkade på kristna musikern Larry Normans konsert i Salem, Oregon i juni 2005. Norman och Black framförde låten "Watch What You're Doing" som senare kom med på Normans skiva Live at The Elsinore.

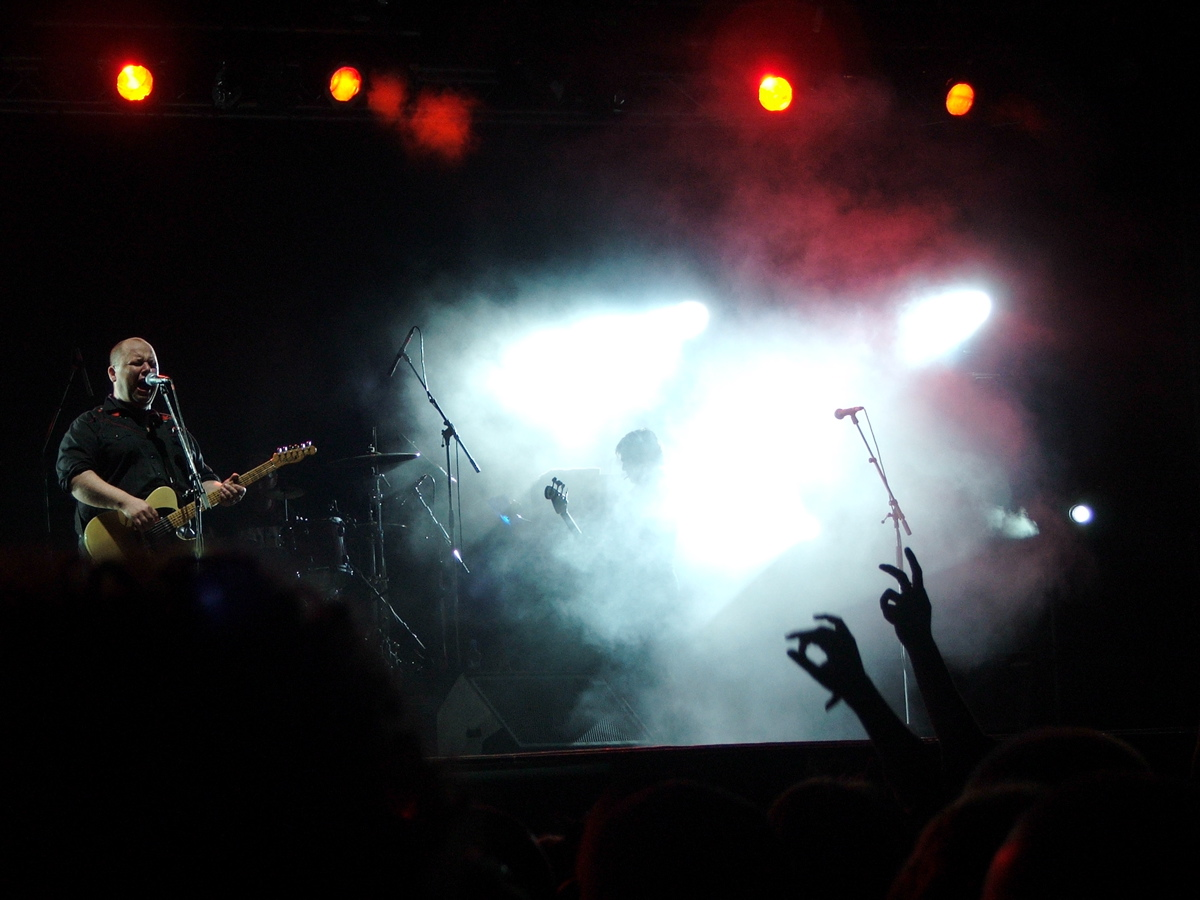
Black Francis och Pixies på Pohoda music festival i Slovakien i juli 2006

Black fortsatte att turnera med Pixies 2005 och 2006. Även om the Catholics inte längre existerade släpptes två album (Snake Oil och One More Road for the Hit) med b-sidor och annat osläppt material på iTunes i mars 2006. Black fortsatte även att arbeta på solomaterial tillsammans med Eric Drew Feldman under första halvan av 2006 och han uppträdde även med honom. Hösten 2006 påbörjade Black sin första solokarriär sedan 2003. I oktober 2006 tillkännagav Black att Pixies skulle börja repetera och spela in ett album i januari 2007. I december 2006 släppte Black albumet "Christmass" som bara var tillgängligt på Internet. Christmass var en samling av nya studioinspelningar, låtar inspelade på hotellrum samt liveinspelningar av akustiska låtar han framfört på turnén tidigare sommar. Tidigt 2007 släpptes kryptiska meddelanden om ett nytt soloalbum, Bluefinger, på Blacks officiella hemsida.  Black släppte en "best of"-skiva i juni 2007, Frank Black 93-03, och samtidigt gav han sig ut på en europaturné. På turnén släppte han helt rollen som gitarrist och sjöng endast.
För närvarande bor Black i Eugene, Oregon tillsammans med sin fru Violet Clark  (hans andra äktenskap)  som han har fyra barn tillsammans med.

## Musikalisk stil
Under sin karriär har Blacks musikaliska stil växt och innefattat en stor mängd olika genrer men han anses huvudsakligen göra rock eller alternativ rock. Låtar som till exempel "Here Comes Your Man" (Doolittle), "Velvety" (Devil's Workshop) och "Headache" (Teenager of the Year) tycks tillhöra mjuk rock medan andra låtar som "Something Against You" (Surfer Rosa) och "Thalassocracy" (Teenager of the Year) influerats mer av hårdrock. En stark country-influens märks också i hans musik och är mest framträdande på skivorna han spelade in i Nashville (Honeycomb och Fast Man Raider Man).
Black fick sin karaktäristiska skrikande röst som tonåring när, enligt honom själv, hans thailändska granne sa till honom att sjunga Beatles "Oh! Darling" från skivan Abbey road och "Scream it like you hate that bitch!" Blacks starka skrikande röst var ett kännetecken för Pixies musik tillsammans med bandets typiska sångstruktur med lugna verser följt av starka refränger och upprepande spretiga gitarrstycken.

### Influenser
Black har hämtat influenser från ett flertal olika musikaliska genrer. Som tonåring lyssnade Black mest på 1960-talets folkmusik och religiös musik som till exempel den kristna singer-songwritern Larry Norman. Senare på high school och college upptäckte han punk (Black Flag) och new wave-bandet The Cars. 1984, innan han startade Pixies, var favoriterna bland andra Hüsker Düs album Zen Arcade, Captain Beefhearts The Spotlight Kid och Iggy Pops bootleg I'm Sick of You. Hans val av covers genom åren ger också en ledtråd till var han hämtat inspiration, bland andra märks The Beatles "Wild Honey Pie" från albumet The White Album och The Jesus and Mary Chains "Head On" från tiden i Pixies och The Beach Boys "Hang On to Your Ego" under solokarriären.
Black har även hämtat inspiration från andra medier. Bibeln har varit en stor inspirationskälla, framför allt under tiden med Pixies. Bland annat har bibeln inspirerat låtar som "Nimrod's Son" (Nimrod), historien om Uria och Batseba i låten "Dead", Simson i "Gouge Away" och referenser till Babels torn i låtar som till exempel "Build High" och "Old Black Dawning". Han säger själv att han hämtat mycket inspiration från de surrealistiska filmerna Eraserhead och Den andalusiska hunden (som nämns på "Debaser") under tiden i Pixies men att han inte inspirerades lika mycket av surrealism under solokarriären. Han har kommenterat dessa influenser (som framför allt märks på albumet Doolittle) med att han "inte hade tid att sitta och läsa surrealistiska romaner", däremot var det lättare att se korta surrealistiska filmer.

### Låtskrivande och texter
Under sin tid i Puerto Rico lärde sig Black tala en ganska flytande men informell och stundtals rent felaktig spanska. Ett flertal av de tidiga Pixies-låtarna (som till exempel "Isla de Encanta" och "Vamos") innehåller referenser till hans tid i San Juan och den spanska texten är ofta kryddad med öns slanguttryck. Puerto Ricos influens på Black märks tydligast på låten "Isla de Encanta" som namngivits efter öns måtto: Isla Del Encanto. Andra Pixies-låtar som influerats av vistelsen är "Vamos" (Come on Pilgrim), "Oh My Golly!" och "Where Is My Mind?" (Surfer Rosa) och b-sidan "Bailey's Walk". Flera av hans låtar innehåller text på spanska vilket är mest märkbart på Pixies första album Come on Pilgrim och en spansk översättning av The Yardbirds "Evil Hearted You". På senare Pixies-album och under solokarriären är de spanska referenserna främst från Kalifornien och dess kultur.
Blacks texter har ofta influerats av ämnen som yttre rymden, UFOn och The Three Stooges där de sistnämnda är temat på låten "Two Reelers" från soloalbumet Teenager of the Year. Text med science fiction-tema närvarade mest under Pixies senare album och Blacks tidiga solokarriär. På skivorna med The Catholics tenderar texterna handla mer om historiska ämnen. Bland andra kan låten "St. Francis Dam Disaster" från Dog in the Sand som behandlar den katastrofiska kollapsen av dammen i St. Francis nära Los Angeles i mars 1928 och låten "Humboldt County Massacra" från EP:n All My Ghosts som handlar om massakern på Wiyotindianerna 1860 nära Eureka, Kalifornien nämnas.

## TV-framträdanden och musikvideor
Black har medverkat i en lång rad tvshower både som soloartist och med Pixies, allt från 120 Minutes och The Late Show with David Letterman i USA till The Word i Storbritannien.
När han var medlem i Pixies var han ovillig att spela in musikvideor till singlarna. Peter Lubin från Elektra Records har sagt att det var en svår process att spela in videor med gruppen och att det bara blev värre med åren. Det han syftar på är det faktum att Black vägrade mima texten under inspelning. Detta parodierades av bandet i videon till låten "Here Comes Your Man" där Black och Deal demonstrativt öppnar och stänger sina munnar när deras röster hörs utan att mima orden.
Under hans tidiga solokarriär blev dock videorna mer professionella och han blev mer villig att medverka i dem. Videon till "Los Angeles" är ett exempel. I den syns Black åkandes på en svävare genom en öken. They Might Be Giants John Flansburgh regisserade videon och anmärkte att Blacks attityd gentemot musikvideor förändrats:
| ” | Jag tycker att Pixies hade gjort tillräckligt många antivideor för att Charles skulle vara redo att göra saker som var lite mer visuellt avancerat. I videon till "Los Angeles" åker svävare över ett stort öppet grått fält under låtens sista en och en halv minut. Det var ungefär lika häftigt som någon video jag har varit inblandad i och det förverkligade även en av Charles drömmar; att köra en svävare. | „ |

Efter att han lämnat 4AD har han bara släppt en enda musikvideo, en lågbudgetvideo i Tyskland för låten "Robert Onion" från Dog in the Sand. Den senaste videon släppt till allmänheten var en video till låten "Men in Black" från soloskivan Cult of Ray.

## Diskografi

### Studioalbum

#### Pixies
- 1988 – Surfer Rosa
- 1989 – Doolittle
- 1990 – Bossanova
- 1991 – Trompe le Monde
- 2014 – Indie Cindy
- 2016 – Head Carrier
- 2019 – Beneath the Eyrie

#### Solokarriär
- 1993 – Frank Black
- 1994 – Teenager of the Year
- 1996 – The Cult of Ray
- 2004 – Frank Black Francis
- 2005 – Honeycomb
- 2006 – Fast Man Raider Man
- 2006 – Christmass
- 2007 – Bluefinger (som Black Francis)
- 2010 – The Golem
- 2010 – NonStopErotik
- 2011 – Paley & Francis (med Reid Paley)

#### Frank Black and the Catholics
- 1998 – Frank Black and the Catholics
- 1999 – Pistolero
- 2000 – Sunday Sunny Mill Valley Groove Day (släpptes aldrig)[81]
- 2001 – Dog in the Sand
- 2002 – Black Letter Days
- 2002 – Devil's Workshop
- 2003 – Show Me Your Tears

### Samlingsalbum från solokarriären
- 2000 – Oddballs
- 2005 – High School Reunion
- 2006 – One More Road for the Hit
- 2006 – Snake Oil
- 2007 – Frank Black 93-03